# D-Hours AM 7:03
D-Hours AM 7:03 è il terzo EP del cantante sudcoreano Kim Dong-han, pubblicato nel 2018 dall'etichetta discografica Oui Entertainment.

## Tracce
1. Bebe
2. Focus
3. Make Me Crazy
4. Everyday (매일매일?)
5. Idea